# Menopause (Zeitschrift)
Menopause ist eine wissenschaftliche Fachzeitschrift, die vom Lippincott Williams&Wilkins-Verlag veröffentlicht wird. Die Zeitschrift ist das offizielle Publikationsorgan der North American Menopause Society und erscheint derzeit mit zwölf Ausgaben im Jahr. Es werden Arbeiten veröffentlicht, die sich mit den verschiedenen Aspekten der Menopause beschäftigen.
Der Impact Factor lag im Jahr 2014 bei 3,362. Nach der Statistik des ISI Web of Knowledge wird das Journal mit diesem Impact Factor in der Kategorie Geburtshilfe und Gynäkologie an zehnter Stelle von 79 Zeitschriften geführt.